# クリス・バトラー
クリス・バトラー（Chris Butler、1988年2月16日 - ）は、アメリカ合衆国出身の自転車競技（ロードレース）選手。

## 来歴
2010年、BMC・レーシングチームにスタジエール契約で加入
- ツール・ド・ポローニュ 総合100位
- ツール・ド・ラヴニール 総合18位
- 世界選手権自転車競技大会ロードレース 58位

2011年、BMC・レーシングチームと正契約を結び正選手となる。
- ジロ・デ・イタリア 出場

2012年、チャンピオンシステム・プロサイクリングチームに移籍。
- ツアー・オブ・オマーン ヤングライダー賞 5位
- ツール・ド・ランカウイ 総合11位
- ジロ・デル・トレンティーノ ヤングライダー賞 3位
- ツアー・オブ・ジャパン 総合5位
- ツアー・オブ・ハイナン 総合7位